# Kyle Eastmond

a Compétitions nationales et continentales officielles uniquement.

b Matchs officiels uniquement.
Kyle Eastmond, né le 17 juillet 1989 à Oldham, est un joueur de rugby à XIII et rugby à XV anglais évoluant au poste de demi de mêlée ou de demi d'ouverture.

## Biographie
Il est sélectionné en sélection anglaise pour le tournoi des Quatre Nations 2009. En club, il a effectué toute sa carrière de treiziste au St Helens RLFC avec lequel il a fait ses débuts en 2007.Il remporte la Coupe d'Angleterre de rugby à XIII en 2008.
Début 2011, Eastmond fait part de son envie de rejoindre le rugby à XV, et signe le 28 février 2011 pour Bath Rugby. Le nouveau contrat prenant effet à partir de la saison 2011-2012, Eastmond assure qu'il se consacre à 100 % pour St Helens pour la saison en cours. Toutefois, le 16 mars 2011, St Helens le suspend pour mauvaise conduite.
Il fait partie en 2014 de l'équipe réserve de l'Angleterre, les England Saxons,.